# 冬木あづさ
冬木 あづさ（ふゆき あづさ、1972年12月8日 - ）は、日本の元AV女優。

## 略歴
1990年、アロックスから「KISS KISS KISS キスキスキッス」でAVデビュー。

## 人物
B91cm W58cm H90cm としているプロフィールもある。

## 出演作品

### アダルトビデオ（撮り下ろし）
1990年
- KISS KISS KISS キスキスキッス（アロックス AG-024）＊ＡVデビュー作

1991年
- HONEY PIE 蜜の味わい（アロックス AG-030）＊デビュー第2弾
- リアル 冬木あづさ（アロックス AG-035）
- 一発あづさの三角飛び（アロックス AG-046）
- CANDY GIRL SEXに於ける階級闘争（アロックス AG-051）
- あづさ姫と三匹の奴隷（アロックス AG-064）
- どっかん!（アロックス AG-067）
- これがあづさの手羽先FUCK（アロックス AO-002）
- あづさとオサムちゃんのHOW TOバコバコ（アロックス AO-004）
- GLORIA VIDEO版 VOL..3 五十嵐こずえ 午後野弥生 冬木あづさ ほか（8月、アロックス AM-001）
- 巨乳先生まるかじり（11月18日、大陸書房）

1992年
- 泥レズリング 2R 冬木あずさ・芹沢里緒（3月28日、新東宝）
- 逆レイプ女王様 3 牝豹の刻印（7月21日、新東宝）
- AVモデル情報（惑星共同体）＊オムニバス作品

1993年
- 獣になる時間 午後野弥生・冬木あずさ（7月26日、千早書房）
- UP side DOWN アップ・サイド・ダウン（ボディープレス）
- させてあげる 冬木あづさ・小島智子・神崎七恵（アルテック）
- 一世風靡したおんなたち Vol.1 冬木あづさ・真田美琴・KAIKO（コアラブックス）

1994年
- 男狩り 逆レイプの女たち（オー・ケイ出版社）

1997年
- 超乳アルティメットグランプリ 泥レズリング クライマックス最終決戦 一の樹愛・冬木あづさ・一色麗矢・細川しのぶ（6月26日、新東宝）

### アダルトビデオ（編集もの、DVD再版作品、総集編など）
1993年
- 腰砕け クミコ・グレース 須磨れい子 宇佐美奈々 冬木あづさ（チャンネルセブン CS-010）全4名

1994年
- アリスたちのＨな秘密 坂口しおり きららかおり 冬木あずさ ほか（ビデオペガサス）全5名

2000年
- お宝スペシャル AVアイドルFUCK20連発（8月10日、ロイヤルアート）全20名
- コスプレDX 制服の女神たち（9月27日、シャイ企画）全8名

2001年
- A級保存版 コスプレDX 制服の女神たち（6月29日、シャイ企画）＊オムニバス作品

2005年
- レジェンドアイドル10カラット 2（10月1日、麒麟堂 LAC-02）全10名
- アイドル伝説。（12月29日、アイランド）

2007年
- 女優伝説 冬木あずさ・五十嵐こずえ（2月21日、おもひで映像館）

2008年以降
- Legend 冬木あづさ（2008年1月25日、エー・エス・ジェイ）＊「リアル冬木あづさ」「KISS KISS KISS」「一発あづさの三角飛び」「HONEY-PIE 蜜の味わい」を収録
- 冬木あずさパーフェクトディスク（2008年9月30日、ロイヤルアート）＊「あずさ姫と3匹の奴隷」「どっかん冬木あずさ」を収録
- Legend special vol.96 （2015年10月16日、エー・エス・ジェイ）＊「泥レズリング 2R」「逆レイプ女王様 3 牝豹の刻印」を収録

発売日不明
- Forever フォーエバー 冬木あずさ（コレクターズ・システム販売 FOR-6）VHS
- コレクター北条満編集 3 バック狂い・淫乱30人（コレクターズ・システム販売 HJM-03）VHS 全30名
- コレクター北条満編集 4 顔射フェラ狂い・淫乱30人（コレクターズ・システム販売 HJM-04）VHS 全30名

### アダルトビデオ（無修正）
- シンエンジェル VOL.1 堕天使 冬木あづさ ゆみ 目黒由樹 きよみ（2003年5月30日、ファンタドリーム）全4名
- スーパーアイドル Vol.29 冬木あづさ大特集（2003年7月31日、ファンタドリーム）
- スーパーアイドル Vol.47 (2枚組み) 白石ひとみ 樹まり子 憂木瞳 北原ななせ 星崎るな 松田千夏 冬木あづさ（2005年9月28日、ファンタドリーム）全7名
- スーパーアイドル Vol.50 (2枚組み) 星野桃 山口玲子 かわいゆい 早希なつみ 冬木あづさ 萩原さやか 一色志乃 若月樹里（2006年2月27日、ファンタドリーム）全8名

## 出版物

### 写真集・雑誌
- ビデオアイドルコレクション30通のラブレター 渡辺由架 小森愛 冬木あずさ ほか(1991年1月1日、英知出版) 撮影:木村智哉 全30名
- 女性アイドル写真集 ボディコンスペシャル 冬木あずさ・野坂なつみ・ほか（三興出版）
- 冬木あずさ 本番・生撮り写真集（FROM Z）＊アダルト雑誌

### 書籍
- AV女優（1999年6月10日、文藝春秋）著者:永沢光雄 ＊AV世界の少女たちへのインタビュー集 冬木あずさ・ほか多数[6][7]